# Nö Sleep at All
Nö Sleep at All är hårdrocksgruppen Motörheads andra livealbum, utgivet 1988. Det spelades in i juli 1988 under gruppens framträdande på Giants of Rock-festivalen i Tavastehus i Finland.

## Låtlista
1. "Doctor Rock" - 3:17
2. "Traitor" - 2:40
3. "Dogs" - 3:24
4. "Ace of Spades" - 2:51
5. "Eat the Rich" - 4:34
6. "Built for Speed" - 4:56
7. "Deaf Forever" - 4:02
8. "Just 'Cos You Got the Power" - 7:28
9. "Killed by Death" - 5:58
10. "Overkill" - 6:34

## Medverkande
- Phil Campbell - gitarr, sång
- Lemmy Kilmister - bas, sång
- Phil Taylor - trummor
- Würzel - gitarr, sång